# بيني يوهانسن
بيني يوهانسن (بالدنماركية: Benny Johansen)‏ هو لاعب كرة قدم ومدرب كرة قدم دنماركي في مركز الهجوم، ولد في 18 مارس 1949 في الدنمارك في مملكة الدنمارك. شارك مع منتخب الدنمارك تحت 21 سنة لكرة القدم. أما مع النوادي، فقد لعب مع نادي بولدكلوبين 1903 ونادي هلسينغبورغ.